# Bumble Bee
Pour les articles homonymes, voir Bumblebee.
Bumble Bee est une ville fantôme dans les montagnes de Bradshaw du comté de Yavapai, en Arizona, aux États-Unis, et qui tire son nom de sa proximité de la rivière de Bumble Bee. Fondée en 1863, Bumble Bee servait à la fois de point d'arrêt pour les diligences et d'antenne pour la cavalerie américaine ; elle posséda un bureau de poste en 1879.
Avec la disparition de la diligence et de l'exploitation minière dans la région environnante, le site disparut. Une tentative de faire de la ville une attraction touristique au milieu des années 1930 a abouti à la construction des bâtiments actuels ; plusieurs bâtiments existent toujours et sont occupés[pas clair].